# 木次真紀
木次 真紀（こつぎ まき、1974年10月19日 - ）は、ジョイスタッフ所属のフリーアナウンサー。元山陰放送（BSS）アナウンサー。
広島県広島市出身。血液型はA型。星座はてんびん座。広島県立広島国泰寺高等学校、広島修道大学人文学部人間関係学科心理学専攻卒業、1997年山陰放送に入社。『テレポート山陰』のキャスターを担当。2001年10月に山陰放送を退社。その後アメリカのボストンとロサンゼルスへ相次いで留学。2002年2月からジョイスタッフに所属。
資格として潜水士免許、小型船舶1級免許、大型自動二輪免許、普通自動車免許を所持している。相棒はハーレーダビッドソンXL1200SからのFXDFからのVストローム250。

## 出演
BSS時代
- テレポート山陰キャスター
- エクスプレスリポーターほか

フリー転向後
- ゴゴスマ -GO GO!Smile!-（CBCテレビ） - 中継リポーター(2019年10月 - 2023年3月)
- J-WAVE ヘッドラインニュースアナウンサー - 日、月、火曜日担当（2020年6月10日現在）[要出典]
- チバテレ『牧野裕のEnjoy Golf』　日曜22時半～／水曜21時～(再)
- Opening Bell・Closing Bell（テレビ東京） - NASDAQ中継。後者は日経CNBCでも放送（2008年5月ごろ - 9月）
- E morning（テレビ東京）（2008年9月29日 - 2009年3月27日）マーケットキャスター（東証アローズ中継）
- NEWS FINE（テレビ東京）（2008年9月29日 - 2009年3月27日）第1部（東証アローズ中継）
- 金曜たぶろっど!（チバテレビ）リポーター
- ウィークリー千葉県（チバテレビ） - メインキャスター（2020年6月 - 出演中）
  - 2009年3月まで「特集コーナー」（2007年3月までは「躍動ちば」）リポーター
- 鉄の馬（BS朝日）
- スーパーJチャンネル（テレビ朝日）リポーター
- CS『インターネットスタートアップ最前線』　キャスター
- CS『モバイル・インターネット業界における起業の実情』　キャスター
- BLOGOS×ニコニコ生放送『国内海外　安全保障なう』ほか　アシスタント
- 新経済サミット　MC
- Infinity Ventures Summit MC
- エコプロダクツ イベントMC
- ラジオ公開収録　イベントMC
- 企業新製品記者発表　MC
- 高速道路SAオープン　イベントMC
- 映画舞台挨拶トークショー　MC
- 朗読・語り公演『音風（おんぷ）の世界』『もの語りの世界』ほか多数
- オートバイ雑誌 『MOTO NAVI　2011年４月号』
- 凍える鏡（2008年）声の出演
- 北区つかこうへい劇団第12期生卒業公演　『売春捜査官』　木村伝兵衛役
- 野村證券『自由学校』『投資の視点』キャスター
- DVD『ハーレー100周年スペシャル　鉄の馬Ⅲ』

その他
- 月刊へら専科「ヘラ女子応援部♪」隔月出演
- 月刊へら専科「マッキーが思うヘラブナ釣り」毎月コラム
- 東京アナウンス学院アナウンス科講師
- 著書　『ゆるゆるネコ体操』